# Meyer il berlinese
Meyer il berlinese (Meyer aus Berlin) è un film muto del 1919 diretto da Ernst Lubitsch. Fa parte di una serie di commedie che hanno come protagonista il personaggio di Sally Meyer, interpretato da Lubitsch.

## Trama
Sally Meyer, un giovane berlinese, si fa prescrivere una vacanza dal suo medico per prendersi una pausa dalla moglie. Decide di partire per l'Austria e si prepara indossando quello che ritiene essere il tipico abbigliamento tirolese. Giunto a destinazione però si accorge di essere sulle Alpi Bavaresi invece che in Austria: qui si infatua di Kitty, una ragazza che alloggia al suo stesso albergo. Per fare colpo su di lei, le propone di scalare insieme il monte Watzmann ma quando stanno per arrivare in cima, la moglie di Sally e il fidanzato di Kitty arrivano inattesi da Berlino.

## Produzione
Il film fu prodotto da Paul Davidson per la Projektions-AG »Union« (PAGU) (Berlin).

## Distribuzione
Distribuito dall'Universum Film (UFA), il film venne presentato in prima all'U.T. Nollendorfplatz di Berlino il 17 gennaio 1919.
Nel 2010, la pellicola è stata proiettata al Festival di Locarno, nell'ambito di una retrospettiva dedicata a Lubitsch.